# Rolf Ritsert
Rolf Ritsert ist Professor für Betriebswirtschaftslehre und Leiter des Fachgebietes „Betriebswirtschaftslehre - Public Management (Polizei)“ an der Deutschen Hochschule der Polizei.
Nach dem Abitur trat Ritsert im Juni 1986 in die Bundeswehr ein und studierte ab Oktober 1990 Betriebswirtschaftslehre an der Helmut-Schmidt-Universität in Hamburg. Im März 1994 schloss er als Diplom-Kaufmann ab. Im Anschluss ging er als Gastprofessor an die University of Texas at Austin, bevor er am Institut für Verwaltungswissenschaft eine Stelle als wissenschaftlicher Assistent an der Helmut-Schmidt-Universität annahm. Im Juni 1998 promovierte Ritsert im Fach Wirtschafts- und Sozialwissenschaften zum Thema Neue Ansätze zur Finanzierung kommunaler Investitionen in der Abwasserbeseitigung.
1998 bis 2001 übernahm er einen Lehrauftrag an der Helmut-Schmidt-Universität. Im Juli 1999 schied er aus der Bundeswehr aus. Ab August 1999 bis August 2002 war er Dozent am Fachbereich Führung, Organisations- und Wirtschaftswissenschaften an der Polizei-Führungsakademie. Im Laufe des Jahres 2001 wechselte er als Gastprofessor für Management Accounting nach Bruchsal an die International University in Germany, die zum Ende des Jahres 2009 den Lehrbetrieb einstellte. Im Mai 2007 wurde Ritsert im Fachbereich Verwaltungswissenschaften Professor für Public Management an der Hochschule Harz.
Seit April 2008 leitet Ritsert das Fachgebiet Betriebswirtschaftslehre - Public Management (Polizei) an der Deutschen Hochschule der Polizei.